# Binangun (Mrebet)
Binangun is een bestuurslaag in het regentschap Purbalingga van de provincie Midden-Java, Indonesië. Binangun telt 3452 inwoners (volkstelling 2010).